# Elizabeth Woodville
Elizabeth Woodville (circa 1437 – 8 iunie 1492) a fost regină consort a Angliei și soția regelui Eduard al IV-lea al Angliei din 1464 până la moartea sa, în 1483. În momentul nașterii sale, familia ei era clasată pe locul de mijloc în aristocrația engleză. 

## Tinerețea și prima căsătorie
Elizabeth Woodville s-a născut în jurul anului 1437, probabil în luna octombrie, la Grafton Regis, Northamptonshire. Ea a fost primul copil născut dintr-o căsătorie inegală social, care a scandalizat curtea engleză. Tatăl ei, Sir Richard Woodville, era doar un cavaler în momentul nașterii ei. Deși familia Woodville era veche și respectată, erau considerați mai degrabă eleganți decât nobili, o familie rezonabilă și bogată care a produs anterior Comisari ai Păcii, Prefecți și parlamentari. Tatăl lui Sir Richard avusese o carieră bună în serviciul regal, fiind ridicat la rangul de șambelan pentru John de Lancaster, Duce de Bedford. Sir Richard și-a succedat tatăl în serviciul ducelui și astfel a întâlnit-o pe Jacquetta de Luxemburg, fiica lui Peter de Luxembourg, Conte de Saint-Pol și a Margaretei de Baux. 
Ducele de Bedford și Jacquetta s-au căsătorit în 1433, când ea avea vârsta de 17 ani. Ducele era mai în vârstă ca ea, se afla la a doua căsătorie și avea probleme de sănătate, acesta murind la scurt timp, în 1435, lăsând-o pe Jacquetta fără copii și o văduvă bogată. Ea a fost forțată să ceară permisiunea regelui înainte să se recăsătorească, însă în martie 1437, ea a dezvăluit faptul că se căsătorise în secret cu Sir Richard Woodville, care era cu mult sub rangul ei și nu era considerat un soț potrivit pentru o doamnă care avea onoarea să fie mătușa regelui. Cuplul a fost amendat cu 1.000 de lire, dar acest lucru a fost remis în luna octombrie a aceluiași an. 
În ciuda acestui început de rău augur, cuplul proaspăt căsătorit a prosperat curând, mulțumită Jacquettei care continua să aibă o anumită importanță în familia regală. Ea și-a păstrat rangul și zestrea ca Ducesă de Bedford, overindu-i venituri între 7.000 și 8.000 de lire pe an (avea să se diminueze de-a lungul anilor din cauza pierderilor teritoriale din Franța și a prăbușirii finanțelor regale din Anglia). Sir Richard a fost onorat cu grade militare, dovedind că este un soldat capabil. Au continuat alte onoruri pentru amândoi, atunci când regele Henric al VI-lea al Angliei s-a căsătorit cu Margareta de Anjou, a cărui unchi era cumnatul Jaquettei. Membrii familiei Woodville erau cei aleși care aveau să o escorteze pe mireasă înapoi în Anglia, iar familia a beneficiat în continuare prin această dublă conexiune cu familia regală și, Sir Richard, a fost ridicat la rangul de Baron de Rivers în 1448. Copii lor crescuseră între timp și se bucurau de privilegii și confort material.
În jurul anului 1452, Elizabeth Woodville s-a căsătorit cu Sir John Grey de Groby. El a fost ucis în Bătălia de la St. Albans în 1461, luptând pentru cauza Lancasterilor. Cei doi copii din această căsătorie au fost Thomas (ridicat mai târziu la rangul de Marchiz de Dorset) și Richard.

## Regina consort
Eduard al IV-lea a avut mai multe amante, cea mai cunoscută fiind Jane Shore, și nu deținea o reputație pentru fidelitate. Căsătoria sa cu văduva Elizabeth Woodville a avut loc în secret și, deși data nu este cunoscută cu exactitate, se spune că a avut loc la casa familiei ei din Northamptonshire la 1 mai 1464 (la nuntă fiind prezente doar mama ei și două doamne de comanie). După trei ani, Eduard a preluat tronul englez după ce a condus susținătorii din Casa de York într-o victorie asupra Casei de Lancaster în bătălia de la Towton. Elizabeth Woodville a fost încoronată regină pe 26 mai 1465, într-o duminică după Înălțare.
În primii ani ai domniei sale, guvernarea lui Edward al IV-lea al Angliei a fost dependentă de un mic cerc de susținători, mai ales a vărului său, Richard Neville, conte de Warwick. În jurul perioadei în care Eduard s-a căsătorit în secret cu Elizabeth, Warwick negocia o alianță cu Franța, într-un efort de a contracara un acord similar făcut de dușmanul său, Henric al VI-lea care se căsătorise cu Margareta de Anjou. Planul era ca Eduard să se căsătorească cu o prințesă franceză. Când căsătoria cu Elizabeth Woodville, care era o femeie de rând și provenea dintr-o familie de suporteri ai Lancasterilor, a devenit publică, Warwick a fost atât de jenat și jignit încât relația sa cu Eduard nu a mai fost la fel niciodată. De asemenea, vestea a fost primita prost de către Consiliul Privat care, potrivit lui Jean de Waurin, i s-a spus lui Eduard că trebuie să știe că ea nu era o soție pentru un așa prinț ca el. 
Odată cu sosirea noii regine, au venit și o serie de frați care curând s-au căsătorit în unele dintre familiile cele mai notabile din Anglia. Trei dintre surorile ei s-au căsătorit cu fiii Contilor de Kent, Essex și Pembroke; o altă soră, Catherine Woodville, s-a căsătorit cu pupilul regelui în vârstă de 11 ani, Henric Stafford, al doilea Duce de Buckingham (Ducele de Buckingham s-a alăturat opoziției Ducelui de Gloucester împotriva familiei Woodville după moartea lui Eduard al IV-lea). O căsătorie care poate fi considerată șocantă a fost a fratelui ei în vârstă de 20 de ani, John Woodville cu Catherina, Ducesa de Norfolk, fiica lui Ralph Neville, primul conte de Westmorland și văduva lui John Mowbray, al doilea Duce de Norfolk. Chaterina Neviile era văduvă de trei ori și este posibil să fi avut vârsta de 60 de ani în acea perioadă.
Când rudele Elizabethei Woodville, mai ales fratele ei Anthony Woodville, Conte de Rivers, au început să-l provoace pe Warwick în societatea politică engleză, Warwick a conspirat cu ginerele său, ducele de Clarence, fratele mai mic al regelui. Unul dintre adepții săi au acuzat-o pe mama Elizabethei Woodville, ducesa văduvă de Bedford, că a practicat vrăjitoria. Jacquetta de Luxemburg a fost achitată în anul următor. Warwick și Clarence s-au răsculat de două ori și apoi au fugit în Franța. Warwick a format o alianță incomodă cu regina Margareta de Anjou și l-a restaurat pe soțul acesteia, Henric al VI-lea în 1470, însă în anul următor, Eduard a revenit din exil și l-a învins pe Warwick în bătălia de la Barnet și pe Lancasteri în bătălia de la Tewkesbury. Henric al VI-lea a fost ucis la scurt timp.
În urma căderii temporare a soțului ei de la putere, Elizabeth Woodville a căutat adăpost în Abația Westminster, unde a dat naștere lui Eduard (mai târziu Eduard al V-lea al Angliei). Căsătoria ei cu Eduard al IV-lea a produs în total zece copii.
Elizabeth Woodville s-a implicat în acte de pietate creștină, ceea ce era în conformitate cu ceea ce se aștepta de la o regină consot medievală. Actele sale au inclus pelerinajele, obținerea indulgențelor papale pentru cei care au îngenuncheat și au rostit Angelus de trei ori pe zi și a fost fondatoarea capelei Sf. Erasmus în Abatia Westminster. 

## Regina văduvă
După moartea subită a lui Eduard al IV-lea, posibil din cauza unei pneumonii, în aprilie 1483, Elizabeth Woodville devenit regină văduvă pentru 63 de zile, pentru fiul ei, Eduard al V-lea care devenise rege și a unchiului său, Richard, Duce de Gloucester, care avea calitatea de Lord Protector. Temându-se că familia Woodville vor încerca să monopolizeze puterea, Richard al III-lea s-a mutat rapid și a preluat controlul tânărului rege și i-a arestat pe cei doi frați ai Elizabethei, Anthony Woodville și Richard Grey.
Tânărul rege a fost transferat în Turnul Londrei pentru a aștepta încoronarea. Împreună cu fiul mai mic și fiicele sale, Elizabeth Woodville a căutat sanctuar din nou. Lord Hastings, susținătorul regelui în Londra, a aprobat inițial acțiunile lui Richard al III-lea, însă Richard al III-lea l-a acuzat de conspirație împotriva sa, împreună cu Elizabeth Woodville. Hastings a fost executat sumar. Nu se știe cu exactitate dacă această conspirație chiar a avut loc. Richard a acuzat-o pe Elizabeth că a complotat să-l ucidă și să-l distrugă.
Richard al III-lea a preluat tronul pentru el și pe 25 iunie 1483 i-a executat pe cei doi frați ai Elizabethei la Castelul Pontefract, în Yorkshire.  Într-un act al Parlamentului, Titulus Regius, el a declarat copiii fratelui său concepuți cu Elizabeth Woodville ca fiind nelegitimi pe motiv că fratele său avusese un precontract cu văduva Lady Eleanor Butler, fiind considerat un contrat legal, care ducea la invalidarea căsătoriei. O altă sursă a cronicarului burgund Philippe de Commines, spune că Robert Stillington, Episcopul de Bath și Wells, a susținut că au efectuat o ceremonie de angajament între Eduard și Lady Eleanor. Actul conține, de asemenea, acuzația de vrăjitorie împotriva Elizabethei Woodville, însă nu s-au oferit detalii și nu a avut repercusiuni. Ca o consecință, ducele de Gloucester a devenit regele Richard al III-lea al Angliei. Eduard al V-lea care nu mai era rege și fratele său, Richard duce de York, au rămas în Turnul Londrei. Cei doi prinți nu au mai fost văzut niciodată după mijlocul anului 1483.

## Viața sub domnia lui Richard al III-lea
Acum, menționată doar ca Lady Elizabeth Grey, ea a conspirat pentru a-și elibera fii și pentru a-l restabili pe cel mare pe tronul Angliei. Cu toate acestea, când ducele de Buckingham, unul dintre cei mai apropiați aliați ai regelui Richard al III-lea s-a alăturat conspirației, el i-a spus că fii săi au fost uciși. Elizabeth Woodville și Buckingham s-au aliat cu Lady Margaret Beaufort și au susținut cauza fiului Margaretei, Henric Tudor, un stră-stră-stră-nepot al regelui Eduard al III-lea, cel mai apropiat moștenitor de sex masculin a Lancasterilor la tron. Pentru a consolida cererea lui la tron și pentru a uni cele două case nobile rivale, Elizabeth Woodville și Margaret Beaufort au fost de acord ca fiul Margaretei să se căsătorească cu prima fiică a Elizabethei, Elizabeth de York, care la moartea fraților ei a devenit moștenitoarea Casei de York. Henric Tudor a fost de acord cu acest plan și în luna decembrie a depus un jurământ public în acest sens, în catedrala din Rennes, Franța. Primul Parlament al lui Richard al III-lea din ianuarie 1484 a lăsat-o pe Elizabeth fără nici un teritoriu pe care le primise în timpul domniei lui Eduard al IV-lea. La 1 martie 1484, Elizabeth Woodville și fiicele ei au ieșit din sanctuar după ce Richard a depus un jurământ public că fiicele ei nu vor suferi, nu vor fi molestate și nu vor fi închise în Turnul Londrei sau în orice altă închisoare. De asemenea, el a promis să le ofere zestre și să fie căsătorite cu nobili.  
Familia a revenit la Curte și, aparent, s-a împăcat cu Richard al III-lea. După moartea reginei Anne Neville, în martie 1485, au apărut zvonuri că regele avea de gând să se căsătorească cu frumoasa sa nepoată, Elizabeth de York. 
Richard a negat totul, deși potrivit Cronicii contemporane Crowland, el a fost presat și forțat să facă acest lucru de către dușmanii familiei Woodville, care se temeau printre altele, că aceștia aveau să-și reia terenurile care fuseseră confiscate, dar și că aveau să se răzbune dacă ar fi căpătat influență prin căsătoria dintre Elizabeth de York și Richard al III-lea.

## Viața sub domnia lui Henric al VII-lea
În 1485, Henric Tudor a invadat Anglia și l-a învins pe Richard al III-lea în Bătălia de la Bosworth Field. Ca rege, Henric al VII-lea s-a căsătorit cu Elisabeta de York și a revocat Titulus Regius. Elizabethei Woodville i s-au acordat titlul și onorurile de regină văduvă. 
Oamenii de știință au păreri diferite cu privire la Elizabeth, care își petrecuse ultimii cinci ani din viață la Abația Bermondsey, unde se retrăsese în 12 februarie 1487. Biograful David Baldwin este de părere că Henric Tudor a forțat-o să se retragă de la curte, în timp ce Arlene Okerlund prezintă dovezi din iulie 1486 cum ca ea își planificase deja retragerea de la curte pentru a trăi o viață religioasă. 
La Abația Bermondsey, Elizabeth Woodville a fost tratată cu tot respectul cuvenit pentru o văduvă regină, a trăit o viață regală și a primit o pensie de 400 de lire sterline cât și mici cadouri de la Henric Tudor. Ea a fost prezentă la nașterea nepoatei ei, Margareta, la Palatul Westminster, în noiembrie 1489, și la nașterea nepotului său, viitorul Henric al VIII-lea al Angliei, la Palatul Greenwich, în iunie 1491. Fiica ei, regina Elisabeta, a vizitat-o ocazional la Abație.
Henric Tudor a avut în vedere, pentru o scurtă perioadă de timp, ca Elizabeth să fie căsătorită cu regele James al III-lea al Scoției, atunci când soția lui James, Margareta a Danemarcei, a murit în 1486. Cu toate acestea, James a fost ucis în luptă în 1488, făcând planurile lui Henric să fie doar discutate.
Elizabeth Woodville a murit la Abația Bermondsey pe 8 iunie 1492. Cu excepția reginei care aștepta nașterea celui de-al patrulea copil și a Ceciliei de York, fiicele ei au participat la funeraliile de la Castelul Windsor: Anne de York ( viitoarea soție a lui Thomas Howard, Duce de Norfolk), Catherine din York (viitoarea contesă de Devon) și Bridget din York (călugăriță la Dartford Priory). Testamentul Elizabethei Woodville a fost specificat într-o ceremonie simplă. Trupul Elizabethei a fost depus lângă soțul ei Eduard, în Capela St George de la Castelul Windsor.

## Căsătoria și copiii
Cu Sir John Grey:
- Thomas Grey, Conte de Huntingdon, Marchiz de Dorset și Lord Ferrers de Groby (1455 - 20 septembrie 1501), căsătorit prima dată cu Anne Holland, însă aceasta a murit tânără și fără copii. S-a căsătorit a doua oară pe 18 iulie 1474, cu Cecily Bonville, Baronesa de Harington și Bonville, cu care a avut patru copii. Regina disputată, Lady Jane Grey, este descendentă directă din această linie.
- Richard Grey (1457 - 25 iunie 1483)

Cu regele Eduard al IV-lea:
- Elisabeta de York, Regină Consoartă a Angliei (1466 - 1503)
- Maria de York (1467–1482)
- Cecily de York, Viscontesă de Welles (1469–1507)
- Eduard al V-lea, Regele Angliei (1470–1483), unul dintre Prinții din Turn
- Margareta de York (Apr. 1472 - Dec. 1472)
- Richard, Duce de York (1473 - 1483), unul dintre Prinții din Turn
- Anne de York, Lady Howard (1475–1511)
- George Plantagenet, Duce de Bedford (1477–1479)
- Catherine de York, Contesă de Devon (1479–1527)
- Bridget de York (1480–1517), călugăriță la Dartford Priory, Kent